# Pedrosa de Duero
Pedrosa de Duero település Spanyolországban, Burgos tartományban. Pedrosa de Duero Tórtoles de Esgueva, Roa de Duero, Olmedillo de Roa, Anguix, Mambrilla de Castrejón, Corrales de Duero, San Llorente, Villaescusa de Roa, Encinas de Esgueva és Castrillo de Don Juan községekkel határos. Lakosainak száma 460 fő (2024).

## Népesség
A település népessége az utóbbi években az alábbiak szerint változott:
| Lakosok száma | 536  | 501  | 514  | 521  | 485  | 451  | 444  | 484  | 485  | 460  |
|               | 2001 | 2004 | 2006 | 2009 | 2011 | 2014 | 2016 | 2019 | 2021 | 2024 |